# René Le Grevès
René Le Grevès, né le 6 juin 1910 dans le 14e arrondissement de Paris et mort le 25 février 1946 à Saint-Gervais-les-Bains, est un coureur cycliste français — il est d'ailleurs surnommé le Breton dans le peloton. Ses parents étaient originaires de Saint-Tugdual, en Pays Pourlet.

## Biographie
René Le Grevès est né à Paris, 32, rue Frémicourt; ses parents, eux, ont  vu le jour à Saint-Tugdual, près de Guémené-sur-Scorff, dans le Morbihan. A l'âge d'un an, le jeune René est installé au « pays », chez ses grands-parents et il y reste jusqu'à douze ans, avant de venir définitivement chez ses parents, fixés aux environs de la capitale.
Avant de pratiquer le cyclisme, René Le Grevès est un fervent  adepte de la gymnastique. Pendant trois saisons, il appartient aux touristes de Suresnes, dont la vedette est Amand Solbach, et participe au championnat de France par sociétés. Après six mois seulement de présence au club, il est sélectionné, parmi deux cents membres, pour faire partie de la phalange de soixante-dix gymnastes qualifiés pour le championnat national,.
Un voisin, Maurice Baugé, gagnant d'une demi-finale du Premier Pas Dunlop le décide, en 1926. à lâcher la barre fixe pour le vélo. A dix-huit ans, il est enrôlé à l'Association Sportive des Coteaux de Saint-Cloud. Ensuite, René Le Grevés entre en 1929, au Club Sportif International. Puis en 1930, il va au Club vélocipédique dionysien, gagne Paris-Reims et se classe deuxième du championnat de France et quatrième du championnat du monde. Vivement sollicité par Paul Ruinart, René passe au V. C. L. en 1931 et il connait alors des succès nombreux et répétés. Sa carrière est momentanément suspendue en 1932, par son service militaire qu'il effectue en partie au 1er Génie, à Besançon, avant d'être affecté à l'Ecole de Joinville, pour la préparation olympique,.
Sa carrière amateur se termine par une médaille d'argent aux Jeux olympiques de 1932 en poursuite par équipes. Il entre ensuite dans l'équipe Armor-Dunlop qui change de nom en 1935 pour Alcyon-Dunlop. De 1937 à 1941, fin de sa courte mais talentueuse carrière, il court sous les couleurs de Mercier-Hutchinson (Mercier dès 1940). Selon Jean-Paul Ollivier, ce fut l'un des meilleurs sprinteurs du Tour.
René Le Grevès proposa à son frère Louis d'ouvrir un magasin de cycles. Louis inaugura ainsi le premier magasin en novembre 1937. Ce magasin, était localisé sur le boulevard Voltaire
Il meurt le 25 février 1946 à Saint-Gervais-les-Bains des suites d'un accident de ski.
Sa femme exploita à Saint-Nicolas-de-Redon une usine de fabrication de vélos ou un magasin de cycles[précision nécessaire] jusqu'à la fin des années 1960 [réf. souhaitée].
Son neveu Alain a également été cycliste professionnel.

## Palmarès

### Palmarès amateur
- 1929
  - 2e du championnat de France sur route amateurs
- 1930
  -  Champion de France des sociétés
  - Paris-Reims
  - 2e du championnat de France sur route amateurs
  - 3e de Paris-Dreux
  - 4e du championnat du monde sur route amateurs
- 1931
  - Paris-Reims
  - Paris-Orléans
  - Paris-Dieppe
  - 2e de Paris-Évreux
- 1932
  -  Médaille d'argent de la poursuite par équipes aux Jeux olympiques de Los Angeles
  - 3e du championnat de France militaires sur route

### Palmarès professionnel
| - 1933 - Paris-Caen - Paris-Rennes - 22e étape du Tour de France - 1934 - 2e, 5e, 10e et 21ea étapes du Tour de France - 2e de Paris-Rennes - 3e du Critérium national - 4e de Paris-Roubaix - 1935 - Lauréat du Challenge Sedis - Critérium national - Paris-Tours - Circuit du Morbihan : - Classement général - 1re et 2e étapes - Circuit de Paris - 14ea, 18ea, 19ea et 20ea étapes du Tour de France - 2e du championnat de France sur route - 6e de Paris-Nice | - 1936 - Champion de France sur route - 5e, 12e, 13ea, 14ea, 17e et 20ea étapes du Tour de France - 2e du Circuit du Morbihan - 4e de Paris-Tours - 1937 - 1re étape de Paris-Nice - Critérium national (ex aequo avec Roger Lapébie) - 2e du championnat de France sur route - 1938 - Paris-Caen - 3e du Circuit des monts du Roannais - 9e de Paris-Tours - 1939 - Paris-Sedan - 18ea étape du Tour de France |  |

## Résultats sur les grands tours

### Tour de France
6 participations
- 1933 : 19e, vainqueur de la 22e étape
- 1934 : 25e, vainqueur des 2e, 5e, 10e et 21ea étapes
- 1935 : 15e, vainqueur des 14ea, 18ea, 19ea et 20ea étapes
- 1936 : 20e, vainqueur des 5e, 12e, 13ea, 14ea, 17e et 20ea étapes
- 1937 : abandon (9e étape)
- 1939 : 45e, vainqueur de la 18ea étape